# 史蒂夫·登顿
史蒂夫·登顿（英語：Steve Denton，1956年9月5日—），美国男子网球运动员，1978年成为职业球手。他曾在1982年美网搭档南非球手柯伦获得男双冠军（1982年）。
他也曾在1981年和1982年获得澳网男單亞軍。
他于1987年退役。

## 大滿貫

### 男單亞軍（2）
| 年份 | 比賽 | 場地 | 決賽對手 | 對手國籍 | 勝方比分             |
| ---- | ---- | ---- | -------- | -------- | -------------------- |
| 1981 | 澳网 | 草地 | 克里克   | 南非     | 6–2, 7–61, 61-7, 6–4 |
| 1982 | 澳网 | 草地 | 克里克   | 南非     | 6–3, 6–3, 6–2        |